# Games for Windows
Games for Windows war eine Spieleplattform und Marketingkampagne von Microsoft, die im Jahr 2005 gestartet wurde. Seit dem Erscheinen von Windows 8 im Jahr 2012 und dessen Integration der Xbox-Live-Dienste wird Games for Windows nicht länger unterstützt. PC-Spiele für diese Plattform sollten gewisse Zertifizierungsstandards erfüllen, deren Einhaltung jedoch nicht mehr von Microsoft überprüft wurde. Ziel der Kampagne war es, Computerspiele für das Betriebssystem Windows zugänglicher und benutzerfreundlicher zu gestalten. Der Games for Windows-Client ist als Download verfügbar; seit der Einstellung des Marktplatzes können aber keine weiteren Spiele mehr gekauft, sondern nur noch bereits erworbene Titel heruntergeladen werden.
Am 22. August 2013 wurde der „Games for Windows“-Marktplatz eingestellt. Zum 1. Juli 2014 sollte Games for Windows Live ganz abgeschaltet werden, Microsoft stellte aber einige Tage vorher klar, dass der Dienst vorerst bestehen bleibt. Viele Entwickler haben begonnen, den Kopierschutz ihrer Spiele von GfWL auf Steamworks umzustellen.

## Plattformstandards
Spiele, die Teil der Games-for-Windows-Plattform werden sollten, sollten bestimmte, von Microsoft gestellte Anforderungen erfüllen. Diese schlossen unter anderem ein:
- Eine „Easy Install“-Option, die es ermöglicht, das Produkt in so wenigen Schritten und mit so wenigen Mausklicks wie möglich auf dem PC zu installieren.
- Kompatibilität mit dem Windows Game Explorer (siehe unten)
- Das Spiel musste sich auf x64-Versionen von Windows Vista und Windows 7 installieren und spielen lassen (das Spiel selbst konnte auch eine 32-Bit-Anwendung sein, musste allerdings kompatibel zur 64-Bit-x86-Architektur sein)
- Das Spiel musste „normale“ und Breitbild-Auflösungen unterstützen, also etwa Seitenverhältnisse von 4:3 (800 × 600, 1024 × 768), 16:9 (1280 × 720, 1920 × 1080), und 16:10 (1280 × 800, 1440 × 900, 1680 × 1050, 1920 × 1200)
- Unterstützung von Jugendschutz-Einstellungen in Windows Vista und Windows 7
- Startmöglichkeit aus dem Windows Media Center
- Unterstützung für den Xbox-360-Controller, sofern das Spiel solche Eingabegeräte unterstützt

Später konnten Hersteller jedoch ihre Produkte selbst mit Games for Windows „zertifizieren“, weshalb einige Spiele diese Anforderungen nicht erfüllen. Auch kann das Logo „Games for Windows“ bedeuten, dass nur ein Xbox-360-Controller-Gamepad zur Steuerung des PC-Spiels funktioniert. Spieletitel wie „Blur“ oder „Mafia 2“ unterstützten nur den Microsoft Xbox-360-Controller, alle anderen Gamepads konnten nur mit Hilfe von zusätzlicher Software, wie z. B. des Xinput Driver, gesteuert werden, oder man spielte mit der Tastatur.

## Online-Plattform
Seit dem 31. Mai 2007 hatten einige Games-for-Windows-Titel Zugang zu Microsofts Live-Netzwerk, einem Netzwerk für Onlinespiele, welches außerdem Voice-Chat, eine Nachrichtenfunktion und Freundeslisten bot. Für die Anmeldung wurde ein Xbox-Live-Benutzername benötigt, einige Spiele unterstützten plattformübergreifende Mehrspielermodi. Diese waren jedoch nur verfügbar, wenn ein entsprechender Dienst abonniert wurde.
Am 22. Juli 2008 gab Microsoft auf der Gamefest 2008 bekannt, dass die Nutzung des Live-Netzwerks kostenlos werden solle. Weiterhin kündigte Microsoft einen Online-Vertrieb mit dem Namen Games for Windows Live Marketplace an. Ähnlich zum Gegenstück für den Konsolenmarkt, dem Xbox Live Marketplace, sollte es möglich sein, Spielinhalte wie Demos und Zusatzmodule herunterzuladen. Außerdem wurde bekanntgegeben, dass das Live-Interface PC-freundlicher und die technischen Anforderungen für Entwickler reduziert werden sollten.
Damit ging Microsoft in direkten Wettbewerb mit der führenden Online-Vertriebsplattform Steam von Valve.

## Windows Games Explorer
Der Windows Games Explorer ist in allen Versionen von Windows Vista und Windows 7 enthalten, in Windows 8.(1) und Windows 10 versteckt (er kann mit folgenden clsid aufgerufen werden: explorer shell:::{ED228FDF-9EA8-4870-83b1-96b02CFE0D52}). Dieser spezielle Ordner zeigt die auf dem Computer installierten Spiele an. Wird ein kompatibles Spiel auf dem Computer installiert, ergänzt das Betriebssystem eine Verknüpfung im Games Explorer und lädt außerdem das Cover und Informationen über die Altersfreigabe herunter (zum Beispiel ESRB, PEGI, CERO etc.).
Die Kompatibilität hängt stark vom Alter und dem Bekanntheitsgrad der Spiele ab. Sollte ein Spiel inkompatibel mit dem Games Explorer sein, kann es der Benutzer manuell eintragen, allerdings garantiert dies nicht, dass das entsprechende Cover und die Altersfreigabe heruntergeladen werden können.
Der Windows Games Explorer ist kompatibel mit der Jugendschutz-Funktion von Vista und Windows 7. Eltern können so begrenzen, wie lange ihr Kind spielen kann und welche Spiele es spielen darf (basierend auf der Altersfreigabe oder der Auswahl spezifischer Spiele).

## Tray and Play
Bei Tray and Play handelt es sich um ein von Microsoft für Windows Vista entwickeltes Technologie, welche es Benutzern erlaubt, direkt nach Einlegen der CD mit dem Spielen zu beginnen. Das Spiel installiert sich währenddessen im Hintergrund selbst und lädt die zum Spielen erforderlichen Daten von der CD unter minimalem Caching, ähnlich wie bei Spielekonsolen. Das erste und bis jetzt (Stand September 2009) einzige Spiel, das dies unterstützt, ist die Windows-Version von Halo 2.

## Verpackung
Auf der Plattform veröffentlichte Spiele erschienen in standardisierten Games-for-Windows-Verpackungen. Ein Merkmal war der auffällige Schriftzug mit dem Logo auf der Vorderseite der Box.
Bei einer Meldung zum Fortschritt der Kampagne im Dezember 2006 erklärte Microsoft gegenüber IGN, dass das Games-for-Windows-Logo auf allen Spieleverpackungen der Partner des Programms aufgedruckt werden werde. Die Verkäufe der Spiele in Verbindung zur Marketingkampagne seien besonders bei den Händlern gestiegen, die sich stärker auf diese Spiele konzentriert hätten, daher sei geplant, die Marke verstärkt zu bewerben.

## Magazin
Games for Windows: The Official Magazine war der Titel eines Computerspielemagazins von Ziff Davis Media und Microsoft. Die erste Ausgabe erschien im November 2006. Das Games-for-Windows-Magazin war die Neuauflage des Magazins Computer Gaming World. Seit der April-/Mai-Ausgabe 2008 wird das Magazin nicht mehr gedruckt, das Personal wurde als PC-Abteilung in 1Up.com integriert.